# Stegolepis steyermarkii
Stegolepis steyermarkii är en gräsväxtart som beskrevs av Bassett Maguire. Stegolepis steyermarkii ingår i släktet Stegolepis och familjen Rapateaceae. Inga underarter finns listade i Catalogue of Life.